# Massacre de Memphis
Le Massacre de Memphis est une série de violences raciales survenue du 1er au 3 mai 1866 à Memphis (Tennessee), peu après la fin de la guerre de Sécession.

## Histoire

### Le contexte constitutionnel
Le 18 décembre 1865, le XIIIe amende,ment à la Constitution portant abolition de l'esclavage est intégré à la Constitution. Puis en avril 1866, le président Andrew Johnson ayant usé de son droit de veto contre un texte du Congrès garantissant aux Afro-Américains l'exercice de leurs droits civiques, les élus passent outre grâce à une majorité des deux tiers et font adopter le XIVe amendement conférant aux affranchis l'égalité politique.

### Le contexte post Guerre de Sécession à Memphis
Les Afro-Américains vétérans de l'Union Army sont cantonnés à Fort Pickering (Memphis, Tennessee) (en) dont les abords deviennent un quartier d'Afro-Américains jouxtant la ville de Memphis, population d'esclaves affranchis qui vient chercher du travail. Situation  provoquant la population locale notamment des Américains d'ascendance irlandaise qui voit en ces nouveaux venus des concurrents. Même si les Sudistes ont perdu la guerre, il demeure que les Irlando-Américains contrôlent les postes clés de la ville de Memphis : mairie, police, pompier, presse. Pouvoir qui leur permet de se dresser contre ce qu'ils voient une "invasion". Régulièrement des conflits éclatent entre les policiers irlando-américains et les affranchis,.
Il est à noter que la démographie de Memphis est un des facteurs des affrontements entre les deux communautés, à la veille de la Guerre de Sécession la population afro-américaine comptait 3 000 personnes et après la prise de Memphis par l'Union Army cette même population atteint les 20 000 personnes en 1865.

### Le déroulement des événements
Un an après la fin de la Guerre de Sécession, le 1er mai 1866, une altercation éclate entre des policiers irlando-américains et des Afro-Américains qui viennent d'être démobilisés de l'Union Army, dans la South Street de Memphis (l'actuel South Main Arts District, Memphis (en)) quartier des lieux de divertissements et des tavernes. L’altercation monte en intensité, les clients des tavernes sortent, principalement des migrants d'ascendance irlandaise, qui viennent prêter main-forte aux policiers, vite la situation dégénère en une bataille rangée entre les deux parties,,, ,.

### Le bilan humain
Quarante-six Afro-Américains, et deux sympathisants blancs sont assassinés, soixante-quinze Noirs blessés, cinq femmes violées et des habitations, des écoles et des églises incendiées,.
D’autres émeutes surviennent en juillet 1866 à La Nouvelle-Orléans, le New Orleans massacre of 1866,.

### Notices dans des encyclopédies et manuels de référence
- (en-US) Sharon D. Wright, Race, Power, and Political Emergence in Memphis, Taylor & Francis Group, 1er décembre 1999, 221 p. (ISBN 9781280071225, lire en ligne), p. 14-17,
- (en-US) Richard Zuczek (dir.), Encyclopedia of the Reconstruction Era : Greenwood Milestones in African American History, vol. 2. M-Z, Westport, Connecticut, Greenwood Press, 1er août 2006, 869 p. (ISBN 9780313330735, lire en ligne), p. 400-403. ,
- (en-US) Hannah Rosen, Terror in the Heart of Freedom : Citizenship, Sexual Violence, and the Meaning of Race in the Post Emancipation South, Chapel Hill, Caroline du Nord, University of North Carolina Press, 1er février 2009, 413 p. (ISBN 9780807858820, lire en ligne), p. 61-83,
- (en-US) Gary B. Nash & Joan Vaugh (dir.), Encyclopedia of American History, vol. 5. Civil War and Reconstruction, 1856 to 1869, New York, Facts on File, 1er décembre 2009, 509 p. (ISBN 9780816071364), p. 259-260.

### Essais
- (en-US) Stephen V. Ash, A Massacre in Memphis : The Race Riot That Shook the Nation One Year After the Civil War, New York, Hill and Wang, 15 octobre 2013, 288 p. (ISBN 9780809067978, lire en ligne),

### Articles
- (en-US) Jack D. L. Holmes, « The Underlying Causes of the Memphis Race Riot of 1866 », Tennessee Historical Quarterly, vol. 17, no 3,‎ septembre 1958, p. 195-221 (27 pages) (lire en ligne ),
- (en-US) Joe M. Richardson, « The Memphis Race Riot and its Aftermath: Report by a Northern Missionary », Tennessee Historical Quarterly, vol. 24, no 1,‎ printemps 1965, p. 63-69 (7 pages) (lire en ligne ),
- (en-US) James Gilbert Ryan, « The Memphis Riots of 1866: Terror in a Black Community During Reconstruction », The Journal of Negro History, vol. 62, no 3,‎ juillet 1977, p. 243-257 (15 pages) (lire en ligne ). ,
- (en-US) Bobby L. Lovett, « Memphis Riots: White Reaction to Blacks in Memphis, May 1865-July 1866 », Tennessee Historical Quarterly, vol. 38, no 1,‎ 1979, p. 9-33 (25 pages) (lire en ligne ),
- (en-US) Altina L. Waller, « Community, Class and Race in the Memphis Riot of 1866 », Journal of Social History, vol. 18, no 2,‎ 1984, p. 233-246 (14 pages) (lire en ligne ),
- (en-US) Kevin R. Hardwick, « "Your Old Father Abe Lincoln Is Dead and Damned": Black Soldiers and the Memphis Race Riot of 1866 », Journal of Social History, vol. 27, no 1,‎ 1993, p. 109-128 (20 pages) (lire en ligne ),
- (en-US) Marius Carriere, « An Irresponsible Press: Memphis Newspapers and the 1866 Riot », Tennessee Historical Quarterly, vol. 60, no 1,‎ 2001, p. 2-15 (14 pages) (lire en ligne ),
- (en-US) Art Carden & Christopher J. Coyne, « The political economy of the Reconstruction Era's race riots », Public Choice, vol. 157, nos 1/2,‎ octobre 2013, p. 57-71 (15 pages) (lire en ligne ),
- (en-US) Timothy S. Huebner & Madeleine M. McGrady, « Shelby Foote, Memphis, and the Civil War in American Memory », Southern Cultures, vol. 21, no 4,‎ hiver 2015, p. 13-27 (15 pages) (lire en ligne ),